# Pitão (alpinismo)

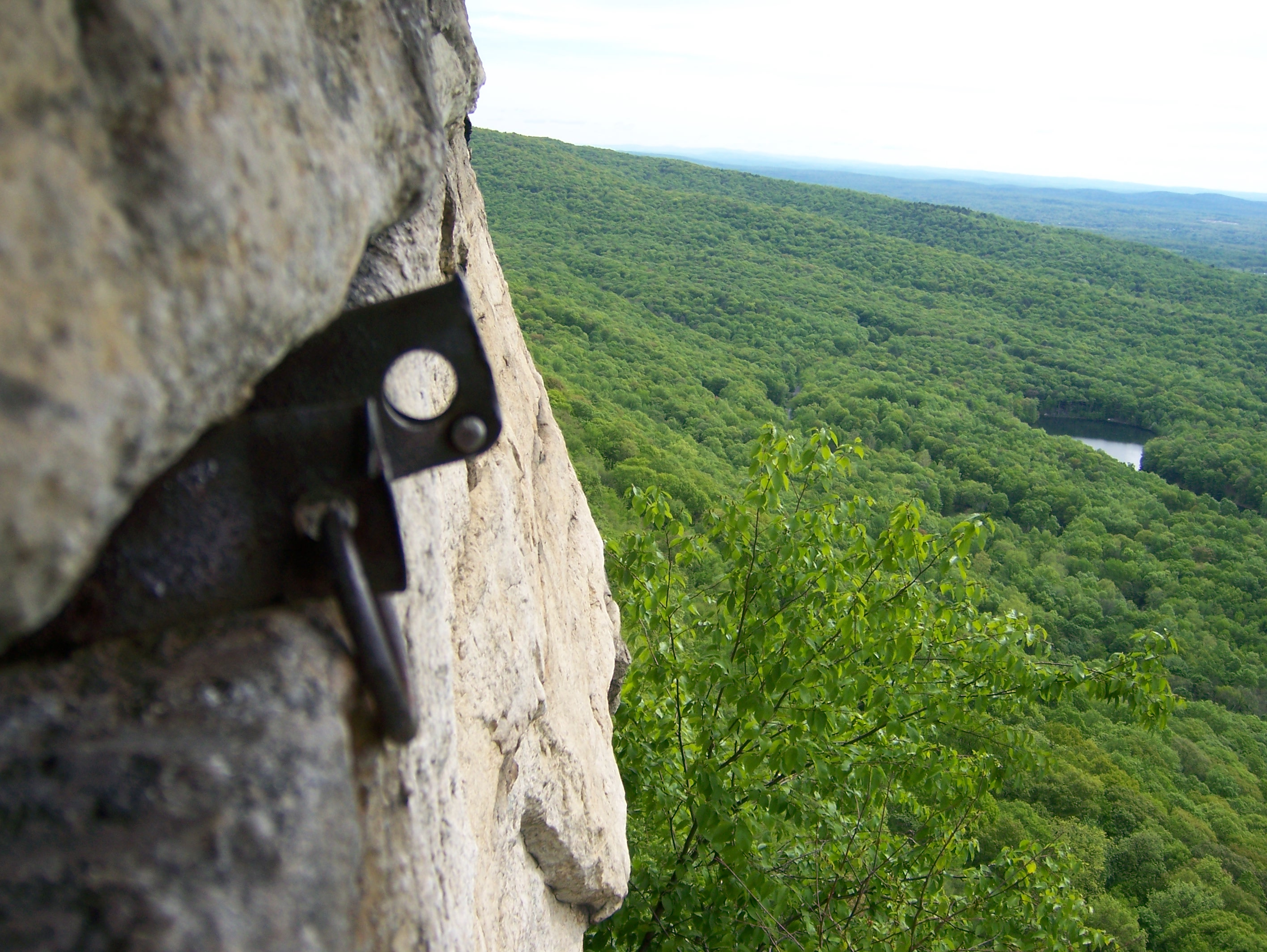
Velho pitão

O Pitão (do francês piton)  é empregue na escalada ou alpinismo e consiste numa lâmina metálica com uma argola na outra extremidade que se afunda nas fissuras do terreno com um martelo e que serve de ponto de ancoragem para impedir o escalador de cair ou assegurar a sua progressão. A argola  serve para passar um mosquetão por onde se passa a corda.
O martelamento e a extração repetida de pitões danificam a rocha, por conta disso, os escaladores que adotam a técnica da escalada limpa evitam seu uso o máximo possível. Com a popularização da escalada limpa na década de 1970, os pitões foram amplamente substituídos por uma proteção limpa mais rápida e fácil de usar, como porcas e dispositivos de cames. Os pitões ainda podem ser encontrados em algumas rotas de escalada livre estabelecidas, como âncoras fixas de estações de segurança, em locais onde porcas ou cames não funcionam. Normalmente são usados em algumas subidas difíceis.

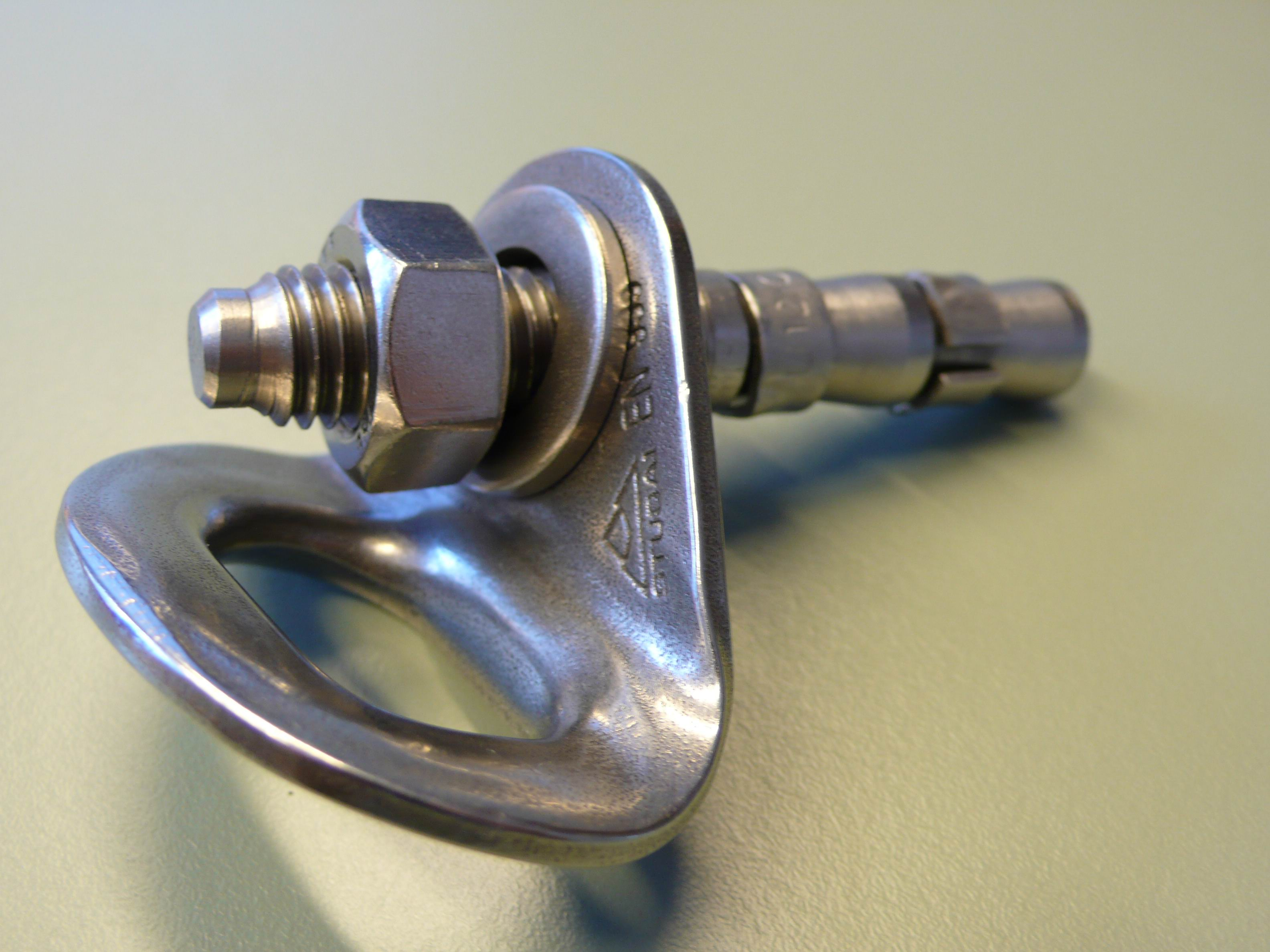
Pitão a expansão